# Ivan Kuščer
Ivan Kuščer [ívan kúščer], slovenski matematik, fizik in publicist, * 17. junij 1918, Dunaj, † 31. januar 2000, Ljubljana. 
Kuščer je bil dolgoletni (od leta 1963 redni) profesor na Fakulteti za narovoslovje in tehnologijo v Ljubljani. Med letoma 1966 in 1968 je bil direktor Inštituta za matematiko in fiziko Univerze v Ljubljani in sodelavec Instituta Jožef Stefan (IJS). Znan je tudi kot pisec fizikalnih učbenikov. Dobil je Kidričevo nagrado (1963); postal je zaslužni profesor ljubljanske univerze (1985) ter častni član Društva matematikov, fizikov in astronomov (1986) in Prirodoslovnega društva Slovenije (1987).
Od leta 1937 je s sodelavci, mdr. bratom Dušanom (1920–2012) razvijal potapljaško tehniko. 
Njegov sin Samo Kuščer je bil predsednik Ljubljanske kolesarske mreže in ljubljanski mestni svetnik.

## Izbrana dela
- Kuščer, Ivan (1979), Wignerjeve porazdelitve, Ljubljana: DMFA SRS, COBISS 27072256
- Kuščer, Ivan; Kodre, Alojz (1994), Matematika v fiziki in tehniki, Ljubljana: DMFA, COBISS 41287936, ISBN 961-212-033-1 (2. natis COBISS 230034944, ISBN 961-212-033-1)
- Kuščer, Ivan; Žumer, Slobodan (2006). Toplota. Termodinamika, statistična mehanika, transportni pojavi. Ljubljana: DMFA Založništvo. COBISS 226041344. ISBN 961-212-174-5. 2. natis.